# Бјела у Јевичком
Бјела у Јевичком (чеш. Bělá u Jevíčka) је насељено мјесто са административним статусом сеоске општине (чеш. obec) у округу Свитави, у Пардубичком крају, Чешка Република.

## Становништво
Према подацима о броју становника из 2014. године насеље је имало 352 становника.